# Rue Clément-Ader
La rue Clément-Ader est une voie de Toulouse, chef-lieu de la région Occitanie, dans le Midi de la France.

## Situation et accès

### Description
La rue Clément-Ader est une voie publique. Elle se trouve dans le quartier de la Croix-de-Pierre.
La chaussée compte une voie de circulation automobile en sens unique, de la place de la Croix-de-Pierre vers la rue Paul-Painlevé. Elle appartient à une zone 30 et la vitesse y est limitée à 30 km/h. Il n'existe pas de piste, ni de bande cyclable.

### Voies rencontrées
La rue Clément-Ader rencontre les voies suivantes, dans l'ordre des numéros croissants (« g » indique que la rue se situe à gauche, « d » à droite) :
1. Place de la Croix-de-Pierre
2. Rue Alexandre-Dumège (g)
3. Rue Paul-Painlevé

## Odonymie

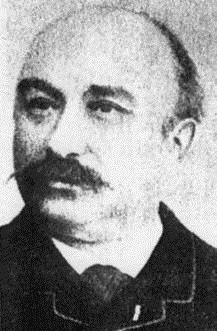
Portrait de Clément Ader (1891).

Le nom de la rue rend hommage à Clément Ader (1841-1925), ingénieur, pionnier de l'aviation. Il est possiblement le premier à avoir fait décoller un engin motorisé plus lourd que l'air en 1890. Né à Muret, il est élève au pensionnat de Saint-Joseph, dans la rue de l'Étoile (emplacement du siège de la Caisse primaire d'assurance maladie de Haute-Garonne, no 3 boulevard du Professeur-Léopold-Escande), puis à l'institution Assiot, rue Matabiau (emplacement de l'actuel no 25 rue Charles-de-Rémusat). C'est au polygone d'artillerie qu'il expérimente des appareils volants. En 1916, il est reçu à l'académie des sciences.
Entre 1875 et 1926, la rue est désignée comme le petit-chemin de la Néboude : elle rejoignait effectivement le chemin et la ferme du même nom – une métairie du XVIIIe siècle (emplacement du gymnase de l'actuel lycée Déodat-de-Séverac, no 44 boulevard Déodat-de-Séverac). En 1926, elle prend le nom de Clément, puis, en 1935, son nom actuel.

## Patrimoine et lieux d'intérêt

### Centre de rééducation des invalides civils
Le Centre de rééducation des invalides civils (CRIC) est un centre de rééducation professionnelle (CRP), c'est-à-dire un organisme de formation professionnelle spécialisé dans le handicap. Il est géré par l'association du même nom et accueille les travailleurs reconnus handicapés par les Maison départementale des personnes handicapées (MDPH) en vue de leur insertion ou de leur réinsertion sociale et professionnelle.
Le CRIC est fondé en 1948 par le docteur Fernand Poudou, médecin chef à Sud-Aviation, et le professeur Pierre Billières. Le centre, ouvert l'année suivante au cours Dillon, s'installe en 1955 dans les bâtiments de la place de la Croix-de-Pierre (actuel no 19).

### Maisons
- no  7 bis : maison (deuxième quart du XXe siècle)[5].
- no  27 : château Casse (XVIIe siècle)[6]. En 1986, la résidence Saint-Pierre est construite sur une partie des jardins du château (actuel no 29)[7].